# Viktoria Mazur
Viktoria Oleksiivna Mazur (ukrainien : Вікторія Олексіївна Мазур; russe : Виктория Алексеевна Мазур), née le 15 octobre 1994 à Louhansk, est une gymnaste rythmique ukrainienne.

## Palmarès

### Championnats du monde
- Montpellier 2011
  -  médaille de bronze au concours général par équipe.
- Kiev 2013
  -  médaille de bronze en groupe 10 massues.
- Izmir 2014
  -  médaille de bronze au concours général par équipe.
- Stuttgart 2015
  -  médaille de bronze au concours général par équipe.

### Championnats d'Europe
- Vienne 2013
  -  médaille d'argent au concours général par équipe.
- Minsk 2015
  -  médaille de bronze au concours général par équipe.

### Universiade
- Kazan 2013
  -  médaille d'argent au concours général en groupe.
  -  médaille de bronze en groupe 10 massues.
  -  médaille de bronze en groupe 2 rubans et 3 ballons.